# Giovanni Battista Piamontini
Giovanni Battista Piamontini (Firenze, 2 settembre 1695 – Firenze, 25 febbraio 1762) è stato uno scultore italiano.

## Biografia
Era figlio dello scultore Giuseppe e di Lucia Vangelisti.
Venne iniziato all'arte della scultura dal padre e all'età di vent'anni espose una stauetta in marmo alla mostra dell’Accademia del disegno nel 1715. La sua prima opera importante fu una Pietà in terracotta in stile michelangiolesco.
Nel 1725 venne accettato nell'Accademia del disegno nella quale, nel corso della sua vita, ebbe diversi incarichi.
Anna Maria Luisa de' Medici, come aveva già fatto con il padre, lo incaricò di realizzare una Santa Maria Maddalena dei Pazzi in terracotta. La statua, datata 1728, è giunta fino ai nostri giorni.
Lavorò nella bottega del padre fino al 1744, e gli subentrò alla sua morte. Il marchese Carlo Ginori gli commissionò dei calchi in cera di diverse opere di suo padre.
Venne chiamato a realizzare dei manufatti per i funerali di Elisabetta Cristina di Brunswick-Wolfenbüttel svoltisi nella Basilica di San Lorenzo il 10 marzo 1751.
Nel 1752 Piamontini realizzò, su commissione del nobile inglese Henry Singleton, due busti in marmo, copie di originali classici, di Marco Tullio Cicerone e Lucio Anneo Seneca oggi alla Galleria nazionale d'Irlanda di Dublino.
Dei primi mesi del 1757 è il monumento funebre di Ludovica Carlotta di Richecourt nel chiostro grande della Basilica della Santissima Annunziata.
Nel 1758 gli furono commissionate due grandi statue e nel 1760 realizzò le sue ultime opere note per i fratelli Andrea e Carlo Francesco Gerini.
Morì, all'età di 67 anni, a Firenze il 25 febbraio 1762.